# 아마트 에스칼란테
아마트 에스칼란테(Amat Escalante, 1979년 2월 28일~)는 멕시코의 영화 감독, 영화 제작자, 영화 각본가이다.

## 출연 작품
- 야생지대 (2016)
- 헬리 (2013)
- 멕시코 혁명, 10가지 이야기 (2010)
- 나쁜 놈들 (2008)
- 상그레 (2005)
- 타이드 업 (2002)